# Not safe for work
Not safe for work (NSFW) er et engelsk internetslang og en forkortelse, som på dansk kan oversættes til: ikke egnet for arbejdspladsen. Forkortelsen bruges til at markere links til indhold, videoer eller webstedssider, som modtageren af linket muligvis ikke ønsker, at offentligheden, kollegaer, familiemedlemmer m.fl. har kendskab til, at vedkommende ser. Det markerede indhold kan indeholde nøgenhed, pornografi, politisk ukorrekthed, bandeord, bagtalelser, vold eller andre potentielt foruroligende emner. Miljøer, hvor det kan være problematisk at blive set med sådan indhold, omfatter blandt andet arbejdspladsen, skoler og familiebegivenheder.
Forkortelse NSFW er særlig relevant for personer, der anvender internettet på arbejdspladser eller skoler til personlig brug. Her kan arbejdspladsen eller skolen have politikker, der forbyder adgang til seksuelt og andet grafisk indhold. Omvendt bruges safe for work (SFW) til links, der ikke indeholder sådant materiale, men hvor titlen ellers kunne få folk til at tro, at indholdet er NSFW.
Nogle websteder giver brugerne mulighed for at udpege deres indhold som NSFW for at advare andre om dets upassende karakter.